# ガブリエルのラッパ

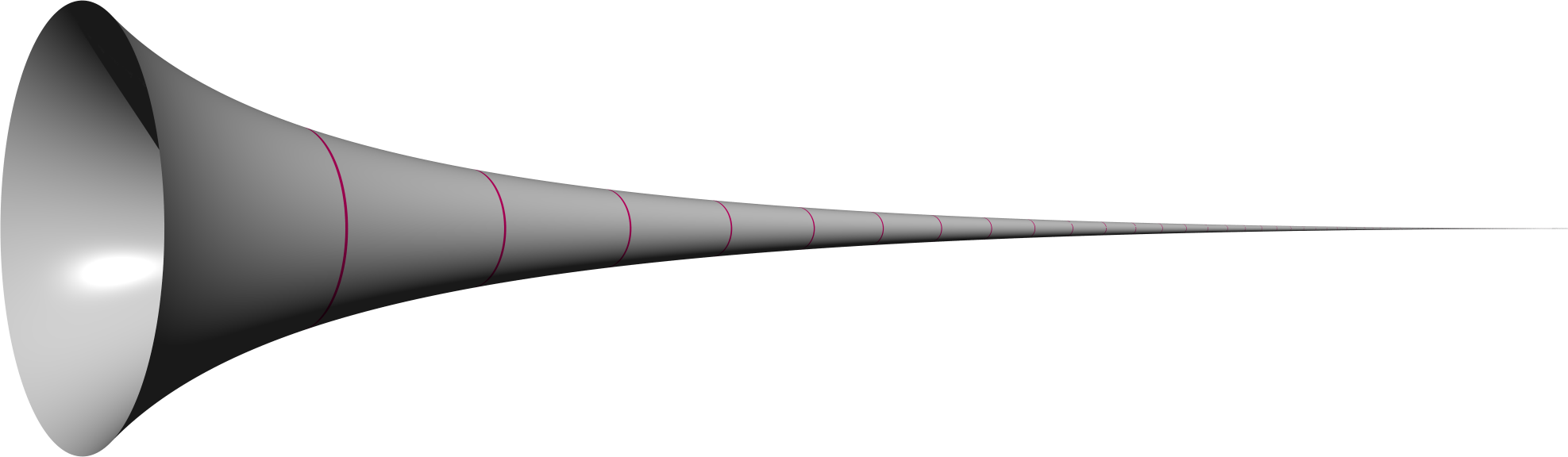
「ガブリエルのラッパ」の3Dイラスト。

GeoGebraによるガブリエルのラッパの3D描画。

ガブリエルのホルン（英: Gabriel's Horn）またはガブリエルのトランペットは、有限の体積と無限の表面積を併せもつ幾何学的な空間図形である。その名称は、有限が無限（神）と結びつくこの現象を、最後の審判を告げる笛を吹くという伝承の大天使ガブリエルへなぞらえたものである。この図形の性質を調べた最初の人は、17世紀イタリアの物理学者兼数学者のエヴァンジェリスタ・トリチェリで、トリチェリのトランペット（英: Torricelli's trumpet）とも呼ばれる。

## 数学的な定義

f: x → 1/xのグラフ

ガブリエルのホルンは、f: x → 1/x の領域 x ≥ 1（つまり x = 0 における漸近挙動の問題は関わってこない）での平面グラフを三次元において x-軸の周りに回転させることで形作られる。
この発見は微分積分学の発明以前のことで、カヴァリエリの原理が使われたが、今日の微分積分学は x = 1 と x = a (a > 1) の間の体積と表面積の計算を利用することができる。
積分（詳細は、回転体及び回転面を参照）を用いて、体積 Va および表面積 Aa は
{\displaystyle V_{a}=\pi \int _{1}^{a}{1 \over x^{2}}{\mathit {dx}}=\pi \left(1-{1 \over a}\right)}
および
{\displaystyle A_{a}=2\pi \int _{1}^{a}{1 \over x}{\sqrt {1+f'(x)^{2}}}\;{\mathit {dx}}>2\pi \int _{1}^{a}{1 \over x}\;{\mathit {dx}}=2\pi \ln a}
と求められる。a は望む限り大きくすることができるが、上記の方程式から分かることとしてホルンの x = 1 から x = a までの部分の体積が π を上回ることは無い（が、a が大きくなればなるほど、体積は π により近づく）。数学的に述べれば、a が無限大へ近づく極限において体積は π へ近づく、微分積分学における極限記法では
{\displaystyle \lim _{a\to \infty }V_{a}=\lim _{a\to \infty }\pi \left(1-{1 \over a}\right)=\pi }
ということになる。一方、表面積に関する上記の式は、表面積の下界が a の自然対数の 2π-倍で与えられることをいっている。a が無限大に近づく際にa の自然対数に上界は無い。それはガブリエルのホルンにおいてはホルンが無限の表面積を持つという意味になる。言い換えるならば次のようになる。
{\displaystyle \lim _{a\to \infty }A_{a}>\lim _{a\to \infty }2\pi \ln a=\infty }

## パラドックス
ガブリエルのホルンの性質が発見された時代には、xy-平面上の無限に広い図形を x-軸のまわりに回転させて生成された対象の体積が有限であるという事実は逆説的なものに受け取られた。実際には、ガブリエルのホルンは確かにxy-平面における断面積は無限大である一方で、これに平行な他の任意の断面は有限の面積を持つ。従ってその体積も（それは各断面の「重み付き」和に等しいから）有限になる。
恐らくより説得力のあるやり方は、半径が減衰する円板の積み重ねとしてホルンを扱うことである。それらの形状は同一なので、単に半径の和を計算したくなるかもしれないが、そうすると調和級数となって無限大に発散してしまう。より注意深く考察すると、半径の平方和を計算する必要があるとわかる。各円板は半径 r = 1/x と表面積 πr2 = π/x2 を持つ。それらの和を考えると 1/x の級数（つまり調和級数）は発散するが、1/x2 の級数は収束する(より一般に、任意の実数 ε > 0 に対して 1/x1+ε の級数は収束する)。
このパラドックスは、トマス・ホッブズ、ジョン・ウォリス、ガリレオ・ガリレイといった、当時の重要な思想家の多くが関わってきた無限の性質について、大きな議論を呼んだ。

### 塗装工のパラドックス
ガブリエルのホルンは有限の体積を持つのだから有限量のペンキでそれを満たすことができるように思われるのに対して、ガブリエルのホルンの内側面を有限量のペンキで塗り尽くすことは不可能に見え、一見パラドックスが起きているように見える。
たしかに、ホルンの外側面を一定の厚みのペンキで覆うには無限の量のペンキが必要となる。しかし、内側面をペンキで覆う場合、原点から離れるにつれホルンは細くなっていくから、内面を一定の厚みのペンキで覆うことはできない。したがって、パラドックスは成立しない。

## 逆
ガブリエルのラッパとは逆の現象、つまり有限の表面積と無限の体積をあわせ持つ回転面は、存在しえない。
定理
f: [1,∞) → [0,∞) は連続的微分可能とし、y = f (x) を x-軸の周りに回転させた回転体を S と書く。S の表面積が有限ならば体積もそうである。
証明 — 
側面積 A が有限であるから、上極限
{\displaystyle {\begin{aligned}\lim _{t\to \infty }\sup _{x\geq t}f(x)^{2}-f(1)^{2}&=\limsup _{t\to \infty }\int _{1}^{t}(f(x)^{2})'{\mathit {dx}}\\[5pt]&\leqslant \int _{1}^{\infty }|(f(x)^{2})'|{\mathit {dx}}=\int _{1}^{\infty }2f(x)|f'(x)|{\mathit {dx}}\\[5pt]&\leqslant \int _{1}^{\infty }2f(x){\sqrt {1+f'(x)^{2}}}\,{\mathit {dx}}\\[5pt]&={A \over \pi }<\infty .\end{aligned}}}
に注意する。したがって、上限 sup{f(x) | x ≥ t0} が有限となる t0 が存在する。ここに f は連続ゆえ M = sup{f(x) | x ≥ 1} は有限でなければならず、それにより f が [1,∞) で有界であることが導かれる。最後に体積
{\displaystyle {\begin{aligned}V&=\int _{1}^{\infty }f(x)\cdot \pi f(x)\,{\mathit {dx}}\\[3pt]&\leqslant \int _{1}^{\infty }{M \over 2}\cdot 2\pi f(x)\,{\mathit {dx}}\leqslant {M \over 2}\cdot \int _{1}^{\infty }2\pi f(x){\sqrt {1+f'(x)^{2}}}\,{\mathit {dx}}\\[3pt]&={M \over 2}\cdot A\end{aligned}}}
に注意する。以上により面積 A が有限ならば、体積 V もまた有限でなければならない。